# Famille Deburau
Pour les articles homonymes, voir Deburau.

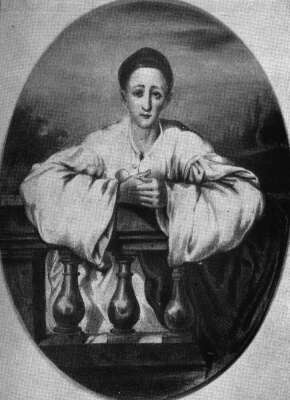
Jean-Gaspard-Baptiste Deburau par Auguste Bouquet, vers 1830.

Jean-Gaspard-Baptiste Deburau – Jan Kašpar Dvořák selon l'état civil tchèque – est un célèbre mime français, né à Kolín (Bohême) le 17 juillet 1796 et mort à Paris le 17 juin 1846.

## Famille
Jean-Gaspard Deburau est le fils d'un danseur de corde, Philippe Germain Anselme Deburau, et d'une servante tchèque, Kateřina Králová (ou Catherine Graff). Sa famille arrive à Paris en 1811, s'installe au fond d'une cour de la rue Saint-Maur pour y donner des spectacles de saltimbanques. Deburau devient ensuite la vedette du théâtre des Funambules sur le « boulevard du Crime ». Sa silhouette d'amoureux lunaire, souffrant en silence, tranche avec les personnages des mélodrames alors à la mode.
Son art du mime est intimement lié au personnage de Pierrot, adapté du Pedrolino de la commedia dell'arte pour le public parisien. C'est avec ce personnage qu'il crée la pantomime Le Marchand d'habits de Cot d'Ordan. Il repose au cimetière du Père-Lachaise (59e division).
Son fils, Charles Deburau (1829-1873), reprit le personnage créé par son père à la mort de celui-ci et contribua à établir l'image du « pierrot français », que l'on retrouve jusque dans le personnage de Bip créé par Marcel Marceau en 1947. Un portrait de Charles Deburau réalisé par le peintre Jean Pezous se trouve au musée Carnavalet.
Le frère aîné de Baptiste, Franz (Niemeczek) Debureau, était aussi mime et fit également partie du théâtre des Funambules. Il entra ensuite au Cirque-Olympique de Franconi.
La vie de Baptiste Deburau inspira Sacha Guitry pour sa pièce Deburau (1918), puis pour son film homonyme (1951), ainsi que Jacques Prévert et Marcel Carné pour leur film Les Enfants du paradis (1945), dont l'idée de départ reposait sur un fait divers : le 18 avril 1836, Deburau tuait à coups de canne un voyou qui avait insulté sa femme. Son procès fit grand bruit, si l'on peut dire, puisque pour la première fois le public allait « entendre » le mime. Il fut acquitté. Le scénario final ne reprend finalement pas cette anecdote mais fait néanmoins allusion à la violence latente de Baptiste.